# Stenoporpia lea
Stenoporpia lea är en fjärilsart som beskrevs av Frederick H. Rindge 1968. Stenoporpia lea ingår i släktet Stenoporpia och familjen mätare. Inga underarter finns listade i Catalogue of Life.